# グレッグ・クロー＝ハートマン
グレッグ・クロー＝ハートマン（Greg Kroah-Hartman）は、Linuxカーネル開発者である。彼は現在、-stable （一部リリースはLong term releaseとも呼ばれ、長期のメンテナンスが行われる）ブランチのLinuxカーネルをクリス・ライトとともにメンテナンスしている。主に、次のカーネルサブシステムを管理している。目下開発中のドライバが投入されるstagingサブシステム、USB、driver core、debugfs、kref、kobjectそしてsysfsサブシステムである。また、ユーザー空間I/OをHans J. Kochとともに開発し、TTYレイヤーの管理を行っている。linux-hotplugのメンテナでもあり、udevプロジェクトの創設者である。加えて、彼はGentoo Linuxにおけるいくつかのプログラムならびにカーネルのメンテナンスを手助けしている。彼は、かつてはノベルのSUSEラボ部門に所属していた。2012年2月以降はLinux Foundationに在籍している

。
彼は、"Linux Device Drivers, 3rd Edition"の共同執筆者である。そして、"Linux Kernel in a Nutshell"の著者である。かつてはLinux Journalへ寄稿したことがある。彼はまた、LinuxカーネルとコンピュータのニュースサイトLWN.netにも記事を寄せている。
クロー＝ハートマンはしばしば、Linuxカーネル開発やドライバ開発に関する文書について、講演やチュートリアルを交え説明する。
2006年には、彼はLinuxデバイスドライバ開発を行うプログラマのために開発導入用のCDイメージをリリースした。

## カンファレンス

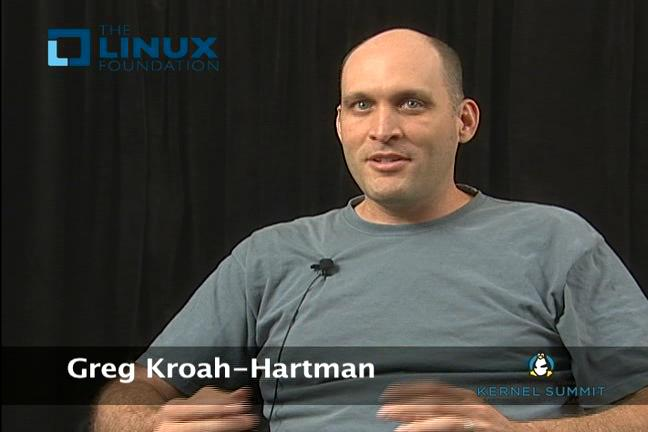
Linux Foundationによるインタビューにて

彼はLinuxカーネル開発の詳細な情報の説明やドライバ開発のチュートリアルセッションを多く行っている。2006年にはLinuxシンポジウムにて基調講演を行った。2010年、六本木で開催されたLinux Foundation(LF)主催のLinuxCon Japan / Tokyo 2010においては主に-stableツリーの管理についての講演を行った。講演の最中にバグ修正が完了したLinuxカーネルバージョン2.6.35.7をリリースしており、その中でソースコードのトップレベルMakefileにかかれた「コードネーム」をYokohama（LFの日本法人所在地である）と名前を変えリリースした。

## 書籍
- 2005 - Linux Device Drivers 3ed - ISBN 0-596-00590-3
  - Linuxカーネルのデバイスドライバ開発者向けに、必要なシステムコールやカーネル内インタフェースを解説した書籍。全文がCC BY-SA 2.0で公開されている（Linux Device Drivers, Third Edition）。
- 2006 - Linux Kernel in a Nutshell 1ed - ISBN 0-596-10079-5
  - Linuxカーネル バージョン2.6.18を例に採り、カーネルのカスタマイズと再構築から始まり、ファイルシステム、ネットワークのチューニングなどLinuxカーネルを初めて扱うユーザー向けに書かれた入門書（ナッツシェル、掻い摘み本）。全文がCC BY-SA 2.5で公開されている（Linux Kernel in a Nutshell）。彼は本書をフリーに公開している理由として、カーネルビルドやチューニングを取っ掛かりに「カーネルに魔術など存在しない」ことを初心者に明らかにすることを挙げており、カーネル開発者をもっと増やしたいと述べている[16][17]。